# وینستون اچ. بوستیک
وینستون اچ. بوستیک (انگلیسی: Winston H. Bostick؛ زاده ۵ مارس ۱۹۱۶ درگذشته ۱۹ ژانویهٔ ۱۹۹۱) یک دانشمند در زمینه فیزیک‌دان اهل American بود. 